# Richard Bergh

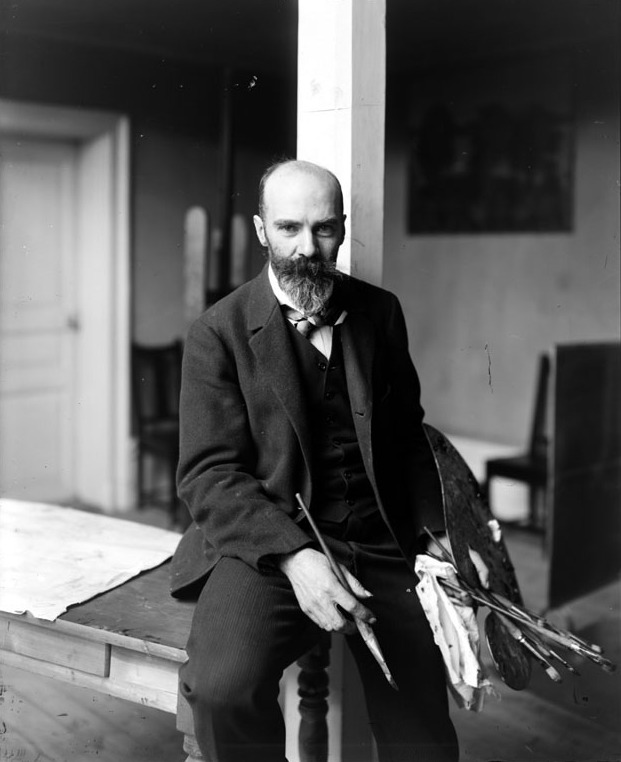
Fotografisches Porträt Berghs mit Palette und Pinseln von 1904, Urheber unbekannt

Sven Richard Bergh (* 28. Dezember 1858 in Stockholm; † 29. Januar 1919 in Saltsjö-Storängen) war ein schwedischer Künstler. Zudem war er im Konstnärsförbundet aktiv und hatte von 1915 bis zu seinem Tod die Leitung des Schwedischen Nationalmuseums inne.
Mit seinen Werken und Schriften gilt er als ein Hauptvertreter der Nationalromantik in Schweden.

## Leben
Richard Bergh war Sohn des Landschaftsmalers Johan Edvard Bergh und dessen Frau Amanda Josephina Amalia Helander, die ebenfalls malte. Er wuchs in einer bürgerlichen Umgebung auf.
Ab 1877 war Bergh Schüler Edvard Perséus, in dessen Schule lernte er Karl Nordström, Nils Kreuger, Johan Krouthén sowie Oscar Björck kennen. Im Jahr darauf wechselte er an die Kungliga Konstakademien. Wie viele schwedische Künstler seiner Zeit ging auch Bergh nach Frankreich, um sich in der Malerei ausbilden zu lassen. Sein Aufenthalt dort begann 1881. Im Sommer weilte er in der Normandie, der Bretagne oder wie die meisten anderen schwedischen Künstler in Grez-sur-Loing während er die Winter in Paris verbrachte. Daselbst besuchte er sowohl die Académie Colarossi als auch das Atelier Jean-Paul Laurens’.
Bergh war regelmäßiger Teilnehmer am Pariser Salon. 1883 nahm er das erste Mal daran teil, neben ihm stellten Bastien-Lepage, Cazin und Whistler aus.
Im Salon 1883 erhielt er für das Kreuger-Porträt eine Medaille dritter Klasse. Slutad séance stellte er im darauffolgenden Jahr im Salon aus. 1884 kehrte er auch nach Schweden zurück, wo er Teil der künstlerischen Oppositionsbewegung wurde, die in den Konstnärsförbundet mündete. Er nahm jedoch weiterhin am Salon teil, wo er 1885 Mot aftonen und 1887 Hypnotisk seans ausstellte. Im Konstnärsförbundet war er 1886 Sekretär.
Die Ausstellung „Från Seinens strand“ (1885) leitete er mit Ernst Josephson. Für den schwedischen Kunstbeitrag auf der Weltausstellung Paris 1889 war er verantwortlich.
1885 ehelichte er Helena Maria Klemming († Juni 1889), die oft Modell für seine Bilder stand, so zum Beispiel 1885 als Verlobte und im Jahr darauf als Ehefrau mit einer Näharbeit vor einem lodernden Ofen (Min hustru, Göteborgs konstmuseum, Berghs Beitrag zum Pariser Salon 1886 und der Weltausstellung 1889). Aber sie ist auch das Mädchen auf dem Bild Flickan och Döden (1888, Waldemarsudde) und die Kranke des Gemäldes Konvalescent (1886, Waldemarsudde).
Bergh war überzeugt, dass eher günstige soziale Umstände als Talent jemanden dazu veranlassten, Künstler zu werden. Auch aus diesem Grunde unterstützte er die Errichtung einer gebührenfreien Malschule im Rahmen des Künstlerverbandes. Die Konstnärförbundets målarskola bestand von 1890 bis 1908.
Nach dem Tod seiner ersten Frau heiratete er 1890 Gerda Ingeborg (geborene Winkrans; 1864–1919).
Mit ihr lernte er auch Ellen Key kennen.
In den 1890ern gehörte er zu den Nationalromantikern um Prinz Eugen. Gemeinsam mit seinen Jugendfreunden Nils Kreuger und Karl Nordström begründete er die Varbergsskolan, während alle drei mit ihren Familien von 1893 bis 1896 in Varberg lebten. Den Winter 1897/98 verbrachte er mit seiner Frau in Italien, wo er in Florenz auf Prinz Eugen und das Malerehepaar Hanna und Georg Pauli traf.
Hernach kehrte er wieder nach Stockholm zurück. Ab 1915 bekleidete er das Amt des överintendent des Schwedischen Nationalmuseums.
Bergh wurde auf dem Kirchhof in Tyresö begraben.

## Werk
Während die Bilder Berghs aus den 1880er Jahren eher realistisch waren, es seien die Porträts seiner Freunde und Kollegen Nils Kreuger und Julia Beck genannt, sind seine Werke aus den 1890ern repräsentativ für die schwedische Nationalromantik, so z. B. Riddaren och Jungfrun sowie Nordisk Sommarkväll.
Anlässlich seines Todes und des 20. Todestages 1939 fanden Einzelausstellungen im Nationalmuseum statt.
Die auf Prinz Eugen zurückgehende Sammlung in Waldemarsudde weist etwa zwanzig Hauptwerke von Bergh in ihrem Bestand auf. 2002 wurde ihm dort eine weitere Einzelausstellung zuteil.
| Bild | Jahr      | Beschreibung |
| ---- | --------- | --- |
|      | 1883      | Porträtt av Nils Kreuger, Öl auf Leinwand, Staatliches Kunstmuseum Kopenhagen Teilnahme am Pariser Salon 1883                   |
|      | 1884      | Slutad séance, Öl auf Leinwand, Malmö museum Teilnahme am Pariser Salon 1884                                                    |
|      | 1889      | Konstnärinnan Eva Bonnier, Öl auf Leinwand, Schwedisches Nationalmuseum Stockholm                                               |
|      | 1894      | |
|      | 1889–1900 | Nordisk Sommarkväll, Öl auf Leinwand, Göteborgs konstmuseum                                                                     |
|      | 1903      | Konstnärsförbundets styrelse, Öl auf Leinwand, Schwedisches Nationalmuseum Stockholm, nach einer Fotografie von Tekla Nordström |
|      | 1905      | Porträtt av August Strindberg, Öl auf Leinwand, Bonnierska porträttsamling in Nedre Manilla, Djurgården, Stockholm              |
|      | 1905      | Porträtt av Karl Warburg, Öl auf Leinwand, Göteborgs konstmuseum                                                                |
|      | 1909      | Porträtt av Gustaf Fröding, Öl auf Leinwand, Bonnierska porträttsamling                                                         |

## Schriften
Bergh verfasste viele Artikel für die Volkskalender Svea und Nornan, war aber auch regelmäßiger Beiträger der Zeitschrift Ord och Bild. Seine Schriften wurden zum Teil als Sammelbände veröffentlicht.
- Om konst och annat (1908 erste und 1919 zweite Auflage)
- Efterlämnade skrifter om konst och annat (postum, 1921 erschienen)